# Olga Ferri
Olga Ferri (20 de septiembre de 1928 - Buenos Aires, Argentina, 15 de septiembre de 2012) fue una bailarina argentina  de relevancia internacional que fue durante décadas primera figura del ballet del Teatro Colón de Buenos Aires, junto a Esmeralda Agoglia, María Ruanova, Violeta Janeiro y la malograda Norma Fontenla, integró el notable grupo de primeras bailarinas del teatro porteño de las décadas del 50-70.

## Biografía
Alumna de Esmée Bulnes, se formó en la Escuela de Danza del Teatro Colón pasando a integrar el ballet estable de dicho teatro. 
A 18 años fue solista y desde 1949 primera bailarina del ballet del teatro protagonizando los estrenos de Romeo y Julieta, Los pájaros de Margarita Wallmann, Sinfonía fantástica de Léonide Massine.
En 1954 estrena La dama y el unicornio de Heinz Rosen sobre idea de Jean Cocteau y en 1958, Alicia Alonso es elegida para  protagonizar Giselle como la primera bailarina argentina que la interpreta en su versión coreográfica original.
Su carrera internacional la lleva a Brasil; París, perfeccionándose allí con Víctor Gsovsky, Nicolás Zverev y Boris Kniaseff; Múnich; Berlín, y luego como solista del Ballet del Marqués de Cuevas y del London's Festival Ballet en 1960, 1961, 1963 y 1966 donde baila Giselle, La doncella de nieve, El espectro de la rosa y otras.
En esa compañía británica protagonizó el estreno de la versión integral de El lago de los cisnes coreografiado por Jack Carter y Muerte del cisne.
Alterna su actividad internacional con el Teatro Colón donde en 1971 Rudolf Nureyev la elige para su versión de El cascanueces que estrena junto a él en Buenos Aires y donde también baila "Coppelia”, “La bella durmiente del bosque”, “Orfeo” de Andrade; y los estrenos mundiales de “Romeo y Julieta” (junto a José Neglia) y “ La Cenicienta ” de George Skibine y “ La Sylphide ” de Pierre Lacotte.
Casada con el primer bailarín del Teatro Colón, Enrique Lommi (1922-2019), ambos maestros.
- A partir de 1973, se presenta en Nueva York y Washington y otras ciudades de la unión americana.

- En 1977 se retira oficialmente con Coppelia de Leo Delibes.

- En dos oportunidades fue directora del Ballet Estable del Teatro Colón y como maestra del ballet de Chile.

- Se dedica a la enseñanza y como jurado internacional, entre sus discípulas se destaca Paloma Herrera.

- En 1989 fue galardonada con el Premio Konex de Platino.[1]

- Fue nombrada Ciudadano ilustre de la Ciudad de Buenos Aires y entre otros galardones obtuvo Gran Premio de Honor Fondo Nacional de las Artes (1977) y la Orden al Mérito de los Caballeros de San Martín de Tours en el Histórico Cabildo (1984).

- Muere la noche del 15 de septiembre de 2012.

El 20 de septiembre de 2013, en el 85° aniversario de su nacimiento, Olga Ferri fue homenajeada con un Doodle de Google en Argentina.